# Dear Jessie
"Dear Jessie" är en låt framförd av den amerikanska popartisten Madonna, utgiven som den femte singeln från hennes fjärde studioalbum  Like a Prayer den 10 december 1989. Låten skrev och producerades av Madonna tillsammans med Patrick Leonard och handlar om Leonards dotter Jessie. Singeln släpptes endast i Storbritannien och vissa andra europeiska länder samt Australien och Japan.
Den har tolkats av Rollergirl 1999.

## Format och låtlistor
- Brittisk 7"-vinylsingel[1][2]

1. "Dear Jessie" – 4:20
2. "Till Death Do Us Part" – 5:09

- Brittisk 12"-vinylsingel och CD[3][4]

1. "Dear Jessie" – 4:20
2. "Till Death Do Us Part" – 5:09
3. "Holiday" (12" version) – 6:20

## Medverkande
- Madonna – sång, låtskrivare, producent
- Patrick Leonard – låtskrivare, producent, arrangemang, ljudmix
- Bill Meyers – arrangemang, ljudmix
- Chuck Findley – arrangemang, trumpet
- Nadirah Ali – bakgrundssång
- Rose Banks – bakgrundssång
- Guy Pratt – trumprogrammering, synthesizer
- Paulinho Da Costa – slagverk
- Herb Ritts – omslagsfotografi

Medverkande är hämtade ur albumhäftet till Like a Prayer.

## Listplaceringar
| Lista (1989)                      | Högsta position |
| --------------------------------- | --------------- |
| Australien (Kent Music Report)    | 51              |
| Storbritannien (UK Singles Chart) | 5               |
| Tyskland (Media Control Charts)   | 19              |